# Ahmose Nefertari
Ahmose Nefertari (anche Ahmes Nefertari) (Tebe, 1570/1565 a.C. – ca. 1505/1500 a.C.) è stata una regina egizia della XVIII dinastia. Fu una delle donne più influenti della XVIII dinastia, e una fra le più venerate della storia egizia, al punto che dopo la morte divenne, con il figlio Amenofi I, oggetto di un culto speciale.

## Famiglia
Era "grande sposa reale", nonché sorella, del faraone Ahmose I: infatti erano entrambi figli del faraone Seqenenra Ta'o e della "grande sposa reale" Ahhotep I. Ahmose Nefertari e Ahmose nacquero nei momenti finali della XVII dinastia, durante il regno del nonno Senekhtenra Ahmose (noto anche, più correttamente, come Seqenenra Ahmose). I fratelli di Ahmose Nefertari e del futuro re Ahmose I furono i principi Ahmose Sipair (forse padre di Thutmose I) e Binpu e le principesse Ahmose-Henutemipet, Ahmose Tumerisy, Ahmose Nebetta, Ahmose Meritamon e le sorellastre Ahmose-Sitkamose, Ahmose-Henuttamehu e Ahmose. 
Il padre di Ahmose Nefertari, Seqenenra Tao II, combatté aspramente contro gli Hyksos e cadde in battaglia, come dimostra la sua mummia martoriata; per questo venne soprannominato "il Coraggioso". Al padre di Ahmose Nefertari successe come faraone Kamose; non si è certi se costui, ultimo sovrano della XVII dinastia, fosse fratello o figlio del re morto in guerra; si è ipotizzato inoltre che potrebbe aver preso in sposa la giovane Ahmes, ma non sussistono prove di tale legame.

### Figli
In ogni caso fu sicuramente "grande sposa reale" di re Ahmose. Da lui ebbe almeno tre figli e due figlie:
- Ahmose-Ankh, che compare insieme alla madre su una stele proveniente da Karnak[7];
- Ahmose Siamon, ri-sepolto oltre cinquecento anni dopo nel nascondiglio delle mummie reali di Deir el-Bahari (DB320)[7];
- Amenofi I, che successe al padre sul trono (ca. 1526 - 1506; dibattuto[12]);
- Ahmose Meritamon, che divenne "grande sposa reale" del fratello Amenofi I e "divina sposa di Amon", come la madre[7];
- Ahmose Sitamon, principessa reale, ri-sepolta oltre cinquecento anni dopo nel nascondiglio delle mummie reali di Deir el-Bahari (DB320)[7].

È dubbio se il principe Ramose, noto grazie a una statua oggi a Liverpool, e la regina Mutnofret, sposa di Thutmose I, fossero figli di Ahmose e di Ahmose Nefertari.

## Biografia
Alla morte di Kamose, il trono andò al giovanissimo Ahmose, che dovette inizialmente regnare con la reggenza della regina madre Ahhotep I. Durante la sua vita, la regina Ahmes Nefertari ebbe un ruolo di primaria importanza nella religione del Paese, infatti poteva fregiarsi di numerosi titoli: "Principessa ereditaria", "Grande di grazia", "Grande di lodi", "Madre del re", "grande sposa reale", "Sposa del dio", "Unita alla Corona bianca", "figlia del re", cui si aggiunse quello speciale di "dea di resurrezione". Come registra una stele di donazione presso Karnak, nell'anno 18° o 22° del proprio regno, re Ahmose acquisì la carica di "secondo profeta di Amon" e provvide a dotarla di terre, beni e amministratori; in seguitò conferì tale carica proprio ad Ahmes Nefertari. Le attribuì anche il titolo, altissimo, di "Divina sposa di Amon", e di "divina cantrice di Amon". Testimonianze successive attestano che, in tale posizione, ella sarebbe stata responsabile di tutte le proprietà templari e dei relativi tesori, botteghe e amministrazioni: fu proprio lei a creare il patrimonio temporale delle "divine spose di Amon" che si susseguiranno, ossia terre, granai, scribi, artigiani, contadini e uno staff amministrativo. Ahmes Nefertari fu, probabilmente, la donna più venerata nella storia egizia. 
Sulla medesima stele che commemora la sua investitura a "secondo profeta di Amon", la regina è raffigurata con il principe Ahmose-Sipair, che però morirà prima di ereditare il regno. Fu reggente per il figlio Amenofi I e il suo nome è iscritto su diversi monumenti, da Sai a Tura.

## Divinizzazione e culto

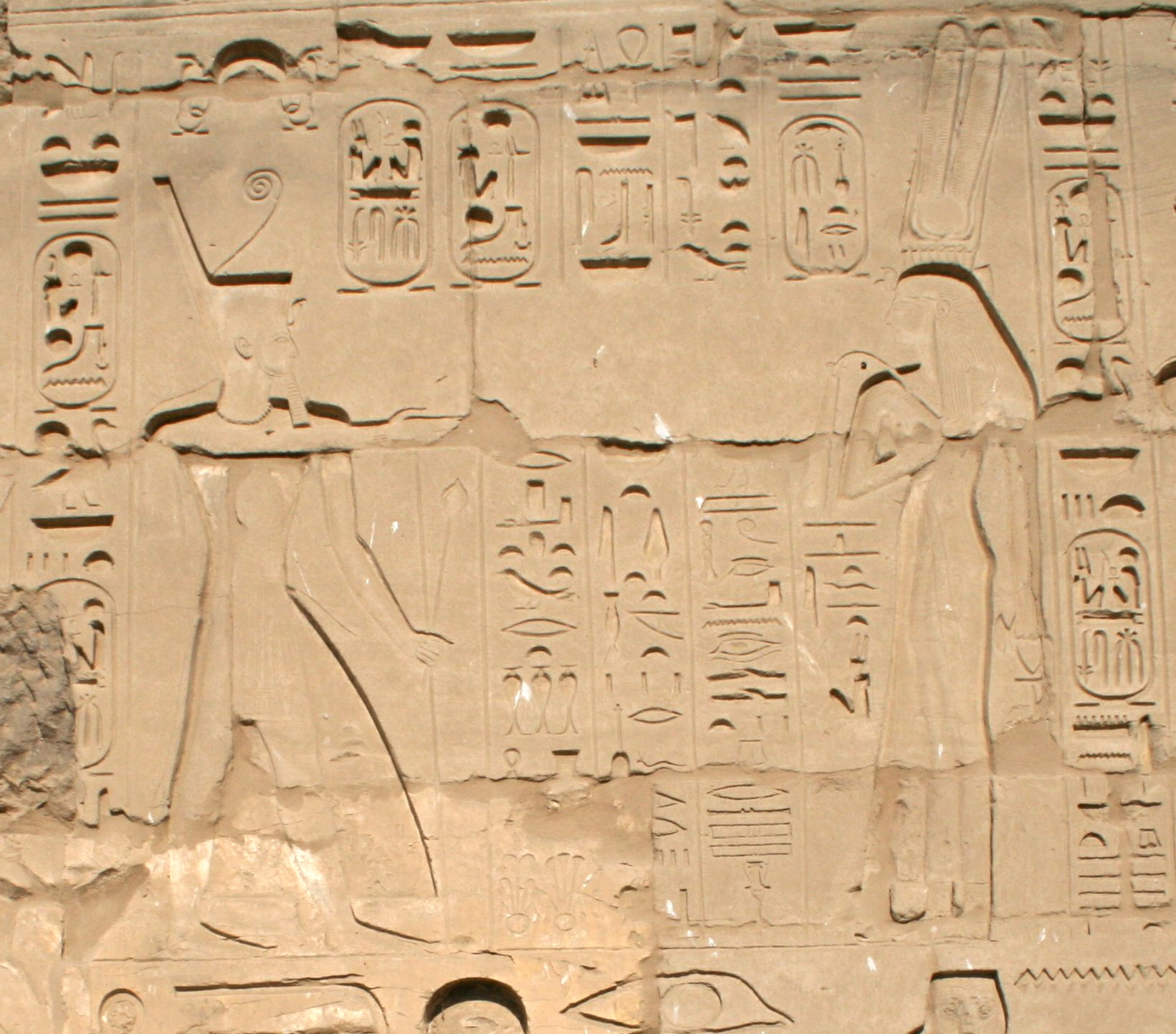
Ramses II, con la corona rossa del Basso Egitto, al cospetto della regina divinizzata Ahmose Nefertari, sulle mura di cinta meridionali del tempio di Amon-Ra a Karnak. Ahmose-Nefertari assicura vita e salute a Ramses II, vissuto oltre due secoli dopo la regina (ca. 1270 a.C.)

Alla sua morte, un anno dopo quella del figlio Amenofi I (altre fonti fanno credere che si spense cinque anni dopo), che nel frattempo era stato deificato, fu parimenti divinizzata e da allora in poi venne venerata a Tebe e a nel villaggio di Deir el-Medina, dove gli operai tributarono sempre un culto speciale ad Amenofi I, chiamato Amenofi (Amenhotep) della Città e a sua madre Ahmose Nefertari. Il culto della madre e del figlio fu particolarmente sentito fino all'inizio del I millennio a.C., tanto che la sola Ahmes Nefertari compare ritratta come dea in più di 50 tombe private e 80 monumenti, e chiamata "Signora del Cielo e dell'Occidente".

## Mummia

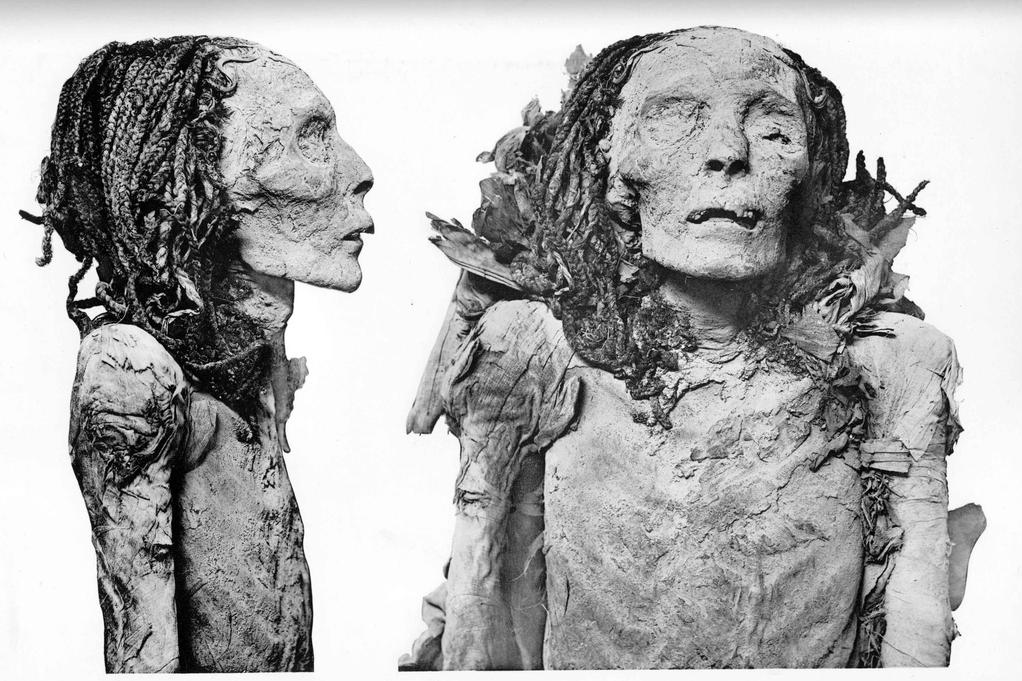
La presunta mummia della regina (fotografia di G. Elliot Smith, 1912)

La sua tomba originaria dovette essere stata nella necropoli reale di Dra Abu el-Naga, dove si trovano anche i resti di un suo tempio funerario. La sua presunta mummia fu ritrovata nel 1881 nella tomba DB320, il cosiddetto "nascondiglio" di Deir el-Bahri, ove era stata nascosta, insieme a molte altre salme reali, dai sacerdoti di Amon, durante la XXI dinastia, per preservarla dalle predazioni ormai endemiche nella Valle dei Re. La sua identità è dibattuta: la salma non presenta particolari dettagli identificativi. Tale mummia venne sbendata nel 1885 da Emile Brugsch, ma emanava un così cattivo odore che Brugsch la fece inumare temporaneamente sotto il Museo del Cairo. Fu esaminata alcuni anni dopo dall'anatomista G. Elliot Smith, che la descrisse come una donna sulla settantina, di 1 metro e 61 centimetri di statura (ma in vita fu sicuramente più alta), quasi calva (ciocche di capelli non suoi erano connesse alle ciocche che le erano naturalmente rimaste). La mano destra è mancante, certamente sottratta dai ladri. Qualora non si tratti della mummia di Ahmes Nefertari, sarebbe parimenti d'una nobildonna del suo periodo. 
Il 3 aprile 2021 la mummia è stata traslata con la Parata d'oro dei faraoni dal vecchio Museo Egizio al nuovo Museo nazionale della Civiltà egiziana.